# حسن‌آباد (سرخس)
حسن آباد، روستایی است در بخش مرکزی شهرستان سرخس، استان خراسان رضوی.

## موقعیت
این روستا در ۱۰ کیلومتری غرب شهر سرخس در کنار روستای ابراهیم آباد و قوش علیجان قرار دارد. ارتفاع آن از سطح دریا ۲۸۰ متر و آب و هوای آن معتدل و خشک و تپه ماهور است.

## مردمشناسی
ساکنین این روستا از مهاجرین سیستانی هستند که در زمان خشکسالی سیستان به این منطقه کوچ کرده‌اند. بیشتر مردم این روستا از طایفه «جر» (jor) هستند .
ساکنین روستای حسن آباد از طریق کشاورزی و دامداری امرار معاش می‌کنند.